# Дыхтау
Дыхта́у (карач.-балк. Дых тау — «крутая гора») — горная вершина Бокового хребта Большого Кавказа. Находится в Кабардино-Балкарии на территории Кабардино-Балкарского высокогорного заповедника. Вторая, после Эльбруса, по высоте вершина Кавказа и России.
Расположена на границе Грузии и Кабардино-Балкарии. Дыхтау называют «Зубчатой» или «Крутой горой», так как она одна из самых малопосещаемых и опасных гор. Рельеф горы крут и опасен: на ней много практически отвесных склонов, по которым часто проходят камнепады и снежные лавины. Зимой на горе держатся очень низкие температуры.
Представляет собой пирамидальный массив из кристаллических пород с выраженными Главной (5204,7 м) и Восточной (5180 м) вершинами, разделенными узкой крутой седловиной. Кроме того, в массиве Дыхтау альпинистами отдельно выделяется 50-метровый жандарм — Пик Пушкина.
На Дыхтау проложено более 10 альпинистских маршрутов. Минимальная сложность 4А по российской классификации.
Первое восхождение на вершину совершено в 1888 году Альбертом Маммери и Зарфлу по юго-западному гребню (4Б).
Дыхтау входит в список десяти вершин Российской Федерации для присвоения звания «Снежный барс России».